# وادي المالح
وادي المالح هو وادي تونسي يقع مساره على أراضي ولايتي قفصة وتوزر. يصب في شط الغرسة، وهو عموما جاف، إلا عندما تمطر.

## الجغرافيا

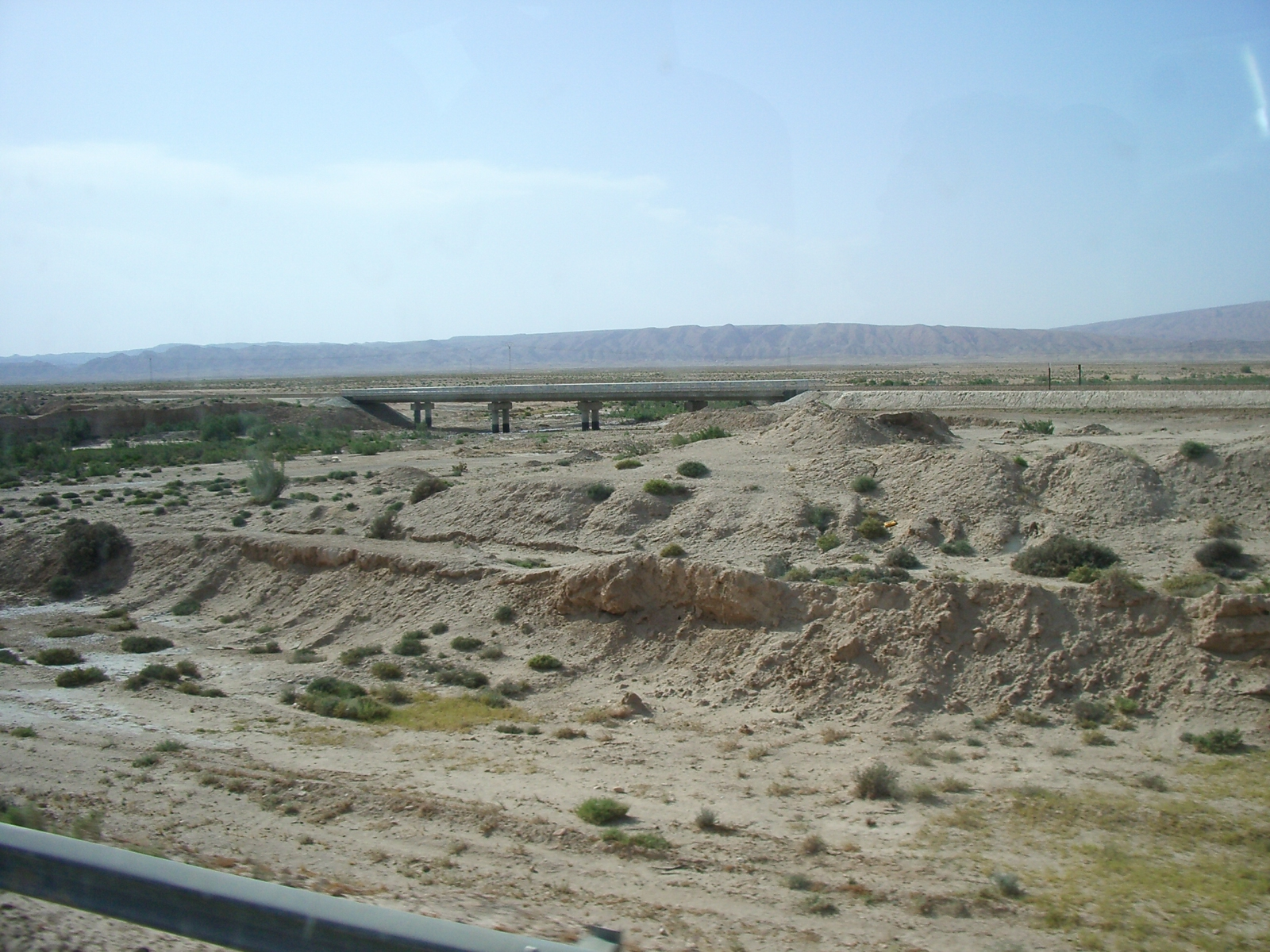
وادي المالح في يوليو 2007 مع جسر السكة الحديد

يكاد يكون نهرًا لسلسلة كاملة من الأودية في المنطقة بين قفصة وتوزر، يشكل ممر مائي مستقيم على مسافة 70 كيلومترًا. انخفاض هطول الأمطار في المنطقة يجعله غير حامل للمياه، باستثناء الأيام الممطرة، التي تحدث بشكل عام خلال الخريف والشتاء. 

## المذكرات والمراجع
- هذه المقالة مترجمة جزئيا أو كليا من مقالة  ويكيبيديا الكتالانية معنونة (بالكتالونية) «Oued el Melah» (طالع قائمة المشاركين في التحرير)